# Ana María Escandón Loaiza
Pour les articles homonymes, voir Escandón (homonymie).
Ana María Escandón Loaiza est une karatéka colombienne née le 4 janvier 1982. Elle a remporté la médaille d'argent en kumite moins de 68 kg aux Jeux mondiaux de 2013 à Cali après avoir remporté plusieurs médailles aux championnats panaméricains de karaté dans cette catégorie et en kumite féminin open en 2009 à Curaçao et 2010 à Quito.